# St. Martin, Trg
St. Martin je naselje v Občini Trg v Okraju Trg na Koroškem v Avstriji.